# Somnium Adveho Verus. Nocturnum 1
"Somnium Adveho Verus. Nocturnum 1" (лат. Somnium Adveho Verus) - український короткометражний ігровий фільм режисера Михайла Добоша та сценариста Мілени Добош.Стрічка розповідає, про людські мрії на прикладі трьох різних персонажів.
Головним слоганом фільму є фраза: " Мрій, поки мрія не здійсниться"
Прем'єра фільму відбулася в День українського кіно - 8 вересня 2012 року на офіційній сторінці YouTube.

## Сюжет
В центрі сюжету - роздуми головних героїв фільму - дівчини, хлопця та маленької дівчинки, різних за характером, вподобаннями, але яких об'єднує віра в здійснення своєї мрії. Мрій, поки мрія не здійсниться, бо мрія приходить з вірою.

## Зйомки
Зйомки відбувалися в мальовничому місті Мукачеве Закарпатської області в березні 2012 року.
Головні ролі втілювали: Софія Сливка - співачка Pluma, SoFar, Павло Табаков, Sirena. Сергій Танчинець - фронтмен гурту Без Обмежень. Лєна Лендяк. Ігор Рибар - гітарист гурту Без Обмежень та композитор стрічки. 
Також в фільмі використано книгу "Життя та інша хімія" українського письменника Марка Лівіна.

## У ролях
Софія Сливка - дівчина
Сергій Танчинець - хлопець
Лєна Лендяк - янголятко
Ігор Рибар - диллер